# ادگاردو بائوسا
ادگاردو بائوسا (تلفظ اسپانیایی: [eðˈɣarðo ˈβausa]; متولد ۲۶ ژانویه ۱۹۵۸، بازیکن سابق آرژانتینی و سرمربی سابق تیم ملی فوتبال آرژانتین بود. وی پس از کسب نتایج نسبتاً ضعیف با تیم ملی آرژانتین پس از حدود هشت ماه فعالیت از کار برکنار شد. بائوسا به تازگی سرمربی تیم فوتبال امارات شده است.